# Weberogobius amadi
Weberogobius amadi é uma espécie de peixe da família Gobiidae.
É endémica da Indonésia.